# Панонија Савија
Панонија Савија (лат. Pannonia Savia) је била римска провинција која је постојала између 3. и 5. века. Формирана је од јужног дела бивше провинције Горње Паноније (лат. Pannonia Superior) око 295. године, у време цара Диоклецијана. Престоница провинције је била Сисција (лат. Siscia). Обухватала је северне области данашње Хрватске, као и делове данашње Словеније и Босне и Херцеговине.
Повинција се налазила у саставу римске Дијецезе Паноније (лат. Dioecesis Pannoniarum), а приликом поделе државе 395. године припала је Западном римском царству. Тешко је пострадала током хунске инвазије средином 5. века. Око 490. године потпала је под власт Острогота, који су задржали дотадашње римско провинцијско уређење, тако да је као посебна покрајина постојала и у саставу Остроготске краљевине, све до њене пропасти у првој половини 6. века. 
Поново је пострадала током аварске инвазије у другој половини 6. века, када на територији ове покрајине започиње и насељавање Словена. Током раног средњег века, на бившем подручју ове покрајине створена је словенска Посавска кнежевина, чији је главни град такође био Сисак.